# Narcissus cantabricus

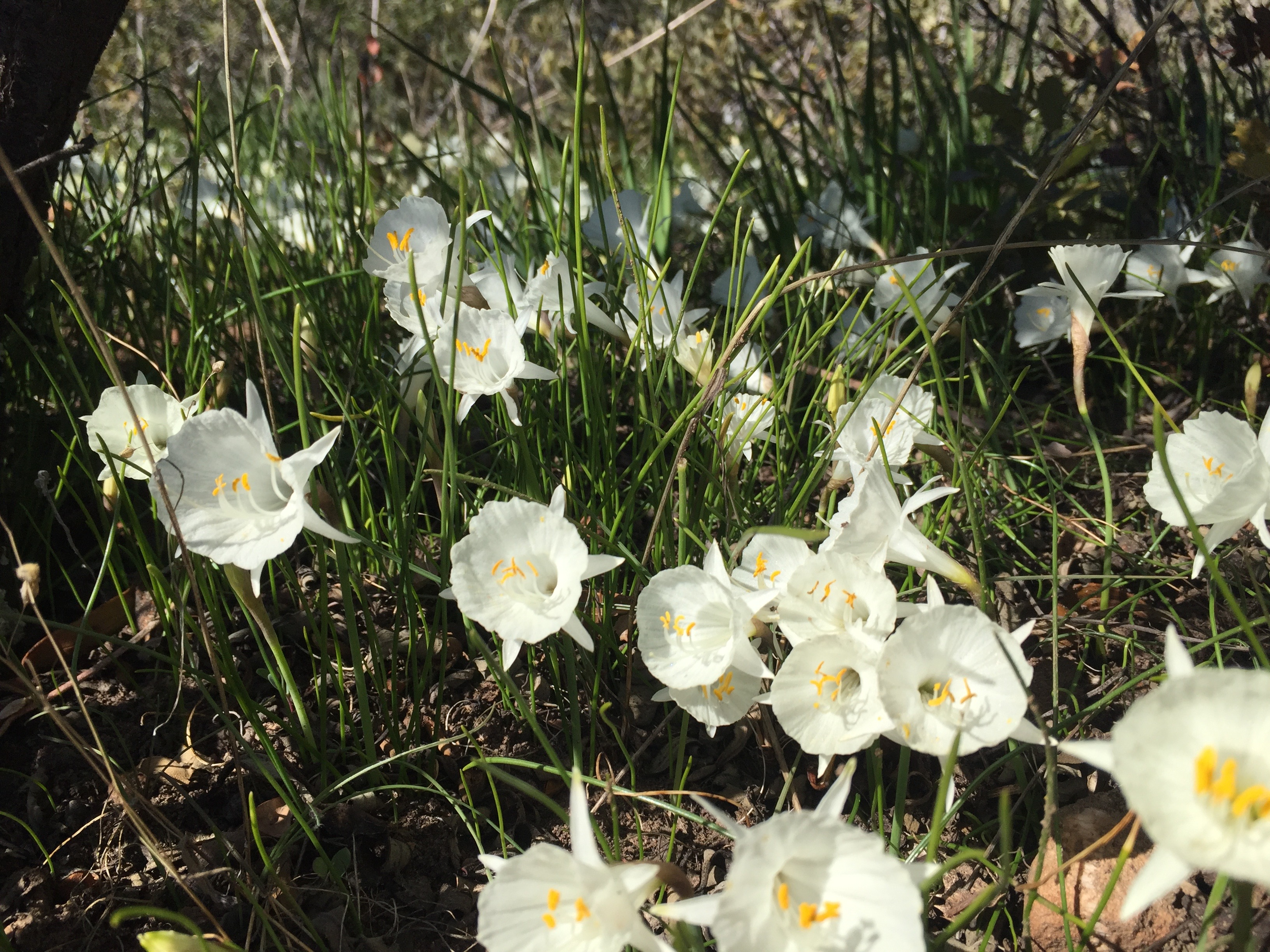
Narcisos Cantábricos en la Dehesa Boyal de Puertollano

Narcissus cantabricus es una especie de planta bulbosa perteneciente a la familia de las amarilidáceas.

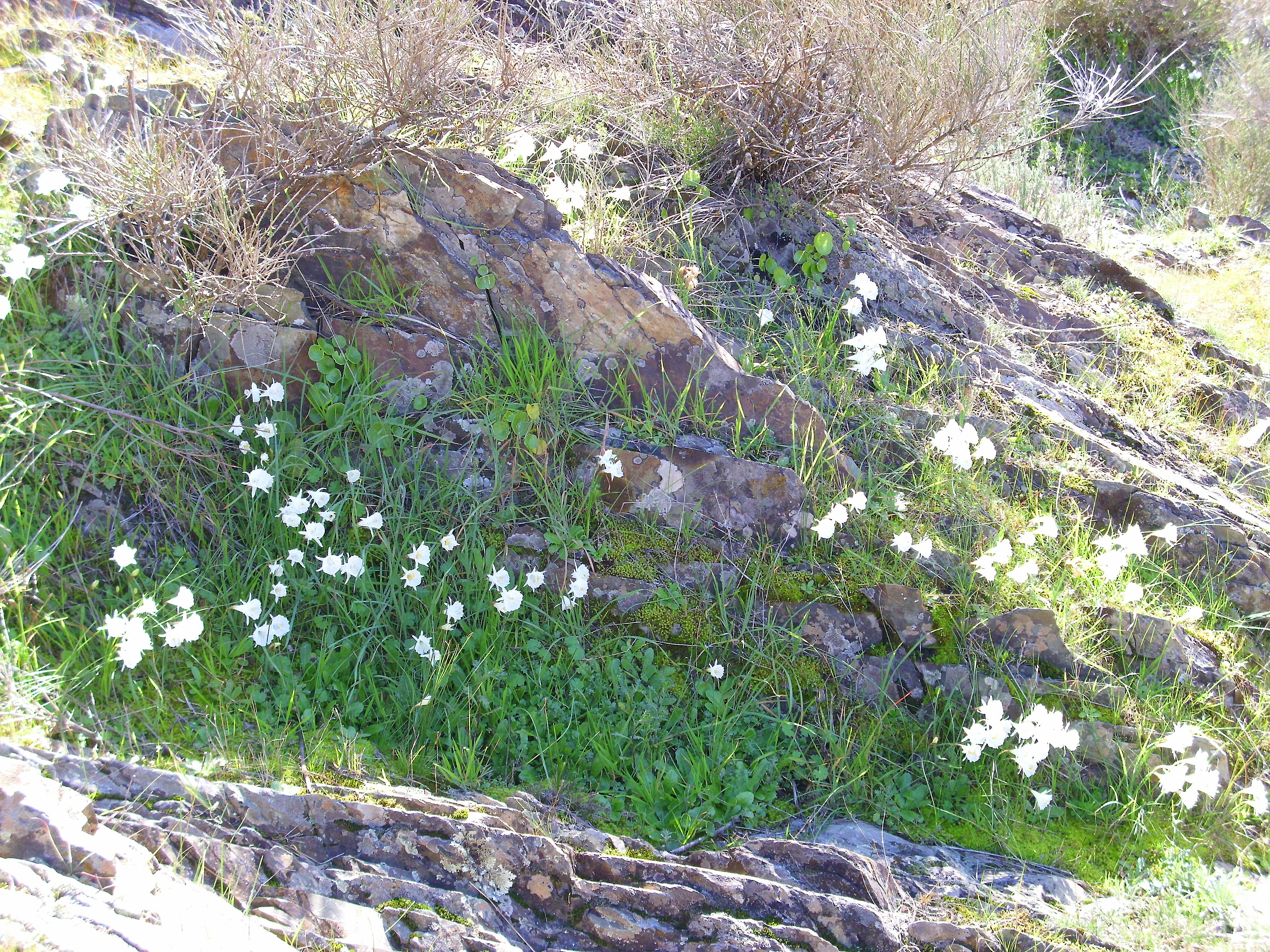
Hábitat en Sierra Madrona

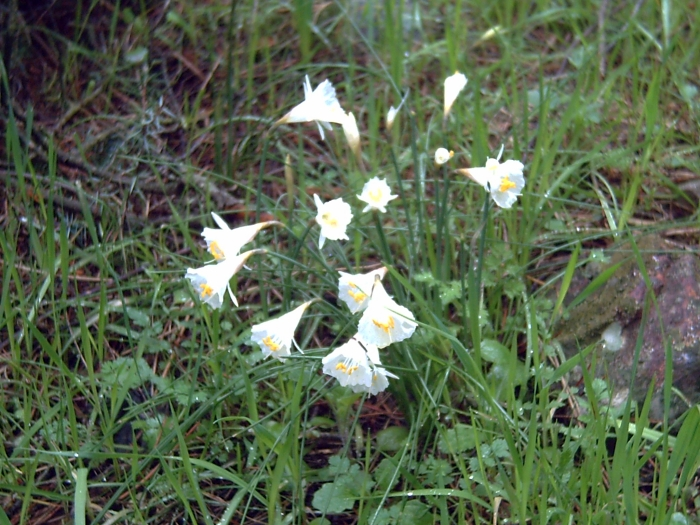
Vista de la planta

## Caracteres
Hierba perenne a través de bulbos. Tallos sin hojas, erectos o algo inclinados de 5-15(-20) cm de altura. Hojas todas basales, estrechamente lineares, algo canaliculadas. Flores en forma de embudo, blancas, más o menos horizontales, de 2-3 cm de longitud; 6 estambres; ovario situado por debajo del resto de las piezas florales. Fruto en cápsula elíptica. Florece desde el invierno y a principios de primavera.

## Hábitat
En pinares y encinares.

## Distribución
Sur de la península ibérica y noroeste de África (Marruecos y Argelia)

## Taxonomía
Narcissus cantabricus fue descrita por el briólogo, botánico, micólogo, pteridólogo suizo, Augustin Pyrame de Candolle y publicado en  Les Liliacees...a Paris t. 486, en el año 1802.
Citología
Número de cromosomas de Narcissus cantabricus (Fam. Amaryllidaceae) y táxones infraespecíficos: 2n=14.
Etimología
Narcissus nombre genérico que hace referencia  del joven narcisista de la mitología griega Νάρκισσος (Narkissos) hijo del dios río Cephissus y de la ninfa Leiriope; que se distinguía por su belleza. 
El nombre deriva de la palabra griega: ναρκὰο, narkào (= narcótico) y se refiere al olor penetrante y embriagante de las flores de algunas especies (algunos sostienen que la palabra deriva de la palabra persa نرگس y que se pronuncia Nargis, que indica que esta planta es embriagadora). 
cantabricus: epíteto geográfico que alude a su localización en las cercanías del Mar Cantábrico.
Variedades
- Narcissus cantabricus subsp. cantabricus
- Sinonimia:
  - Narcissus clusii Dunal

- Narcissus cantabricus subsp. monophyllus (Durand) A.Fern.
- Sinonimia:
  - Corbularia monophylla Durand
  - Narcissus albicans Spreng.
  - Narcissus monophyllus T.Moore

- Narcissus cantabricus subsp. tananicus (Maire) A.Fern.
- Sinonimia:
  - Narcissus tananicus (Maire) Ibn Tattou[4]

## Nombre común
- Castellano: narciso de Asturias.[5]